# 商鞅变法
商鞅变法是法家思想家商鞅在秦孝公支持下，於公元前356年在秦國实施的政治改革。改革分两次進行，首次始於公元前356年，第二次始於公元前350年。经过商鞅变法，秦国富國強兵，奠定秦国在戰國七雄中的实力，对秦國的崛起发挥重要的作用。变法建立的制度也是秦始皇管理秦國的基礎。

## 變法内容
主要内容有：
| 措施                                         | 目的及作用 |
| -------------------------------------------- | --- |
| “开阡陌”、“废井田”、“民得买卖”，承认土地私有 | 以法律形式废除井田制度，开墾荒地 (秦國有很多贵族祖上是贵族，自己没付出，但是坐拥很多的土地，还不让人打理，地就荒在那里），在后来成了令秦始皇獲勝的主要原因 |
| 废除“世卿世禄”制度，按军功大小授予爵位       | 打破世袭贵族的特权，确定等级制度，发展和壮大地主的政治势力，强化了秦国军队的战斗力                                                                         |
| 废除封建制、建立县制、编制户口、“什伍连坐”   | 实行中央集权，自上而下的普遍官僚主义封建国家机器建立起来。什伍连坐法给人民带来了沉重的痛苦                                                                 |
| “重农抑商”、奖励耕织                         | 发展农业壮大地主阶级经济力量，但打压工业商业 |
| “平斗桶、权衡、丈尺”颁布标准度量衡器         | 方便税收和交换，加强专制主义中央集权制度 |
| “燔诗书而明法令”                             | 在上层建筑领域实行统治阶级的专政，使中国古代文化典籍蒙受了巨大损失                                                                                         |
| 强制推行一夫一妻小家庭政策                   | 加强了政府对社会的控制，有利于封建经济的发展，增加了政府的徭役赋税收入                                                                                     |

## 商鞅入秦
卫国人商鞅在公叔痤死后听闻秦孝公的求贤令，便攜帶李悝的《法經》投奔秦国，通過秦孝公的宠臣景監見孝公。商鞅第一次用帝道游说秦孝公，孝公听后直打瞌睡并通过景监指责商鞅是个狂妄之徒，不可任用。五日后，商鞅再次会见秦孝公，用王道之术游说，孝公不能接受并再次通过景监责备商鞅。商鞅第三次会见秦孝公时用霸道之术游说，获得孝公的肯定但没有被采用，但商鞅此时已领会孝公心中的意图。最后商鞅见孝公时畅谈富国强兵之策，孝公听时十分入迷，膝盖不知不觉向商鞅挪动，二人畅谈数日毫无倦意。景监不得其解，向商鞅询问缘由。商鞅说秦孝公意图在当今争霸天下，所以对耗时太长才能取得成效的帝道、王道学说不感兴趣。

### 垦草令
在商鞅的劝说下，秦孝公决定在秦国国内进行变法，但变法遭到以甘龙、杜挚为代表的守旧派的反对，双方产生激烈的争论。变法之争结束后，秦孝公于前359年命商鞅在秦国国内颁布《垦草令》，作为全面变法的序幕。主要内容有：刺激农业生产、抑制商业发展、重塑社会价值观，提高农业的社会认知度、削弱贵族、官吏的特权，让国内贵族加入到农业生产中、实行统一的税租制度以及其他措施。

### 第一次变法
《垦草令》在秦国成功实施后，秦孝公于前356年任命商鞅为左庶长，在秦国国内实行第一次变法。主要内容为：改革户籍制度，实行什伍连坐法、明令军法，奖励军功、废除世卿世禄制度、建立二十等军功爵制、奖励耕织，重农抑商，严惩私斗、改法为律，制定秦律和推行小家庭制。
经过第一次变法后，秦国国力开始强大。前358年，秦国在西山（今河南省熊耳山以西）击败韩国。前357年，楚宣王派右尹黑来迎娶秦孝公的女儿，与秦国联姻。：（楚宣王）十三年，君（应为右）尹黑迎女秦。前355年，秦孝公与魏惠王在杜平（今陕西省澄城县东）会盟，结束了秦国长期不与中原诸侯会盟的局面。

### 第二次变法
咸阳（今陕西省咸阳市东北）位于关中平原中部，北依高原，南临渭河，顺渭河而下可直入黄河，终南山与渭河之间可直通函谷关。为便于向函谷关以东发展，秦孝公于前350年命商鞅征调士卒，按照鲁国、卫国的国都规模修筑冀阙宫廷，营造新都，并于次年将国都从栎阳迁至咸阳，同时命商鞅在秦国国内进行第二次变法。主要内容为：开阡陌封疆，废井田，制辕田，允许土地私有及买卖、推行县制、加收口赋、统一度量衡、燔诗书而明法令，塞私门之请，禁游宦之民和执行分户令。
经过两次变法后的秦国国力强大，百姓家家富裕充足。秦国人路不拾遗，山中没有盗贼。人民勇于为国家打仗，怯于私斗，乡村、城镇秩序安定。周显王派使臣赐予秦孝公霸主的称号，诸侯各国都派使者前来祝贺。前348年，韩昭侯亲自前往秦国，与秦孝公签订停战盟约。前342年，秦孝公派太子驷率领西戎九十二国朝见周显王，显示了秦国西方霸主的地位。

## 歷史影响
商鞅在秦国实行变法，使得秦国经济发达，军事强大，奠定秦始皇統一全中国的基础，用法家思想的官僚政治代替春秋的贵族政治，「陽儒陰法」的政治模式為漢朝所繼承，並持续影响中国人两千多年。商鞅变法和戊戌变法是中国两次最大的变法，从根本上改变了中国。